# Aules rebels
Aules rebels (títol original en anglès: Halls of Anger) és una pel·lícula estatunidenca dirigida per Paul Bogart, estrenada el 1970.Ha estat doblada al català.

## Argument
Un professor negre ha de dur a terme una difícil missió d'integració. Aquesta consisteix a aconseguir una convivència pacífica entre seixanta alumnes blancs i els estudiants negres de l'escola a la qual aniran tots els dies. Però abans que pugui adonar-se'n sorgeixen els primers brots violents i pugnes entre els racistes d'ambdós bàndols

## Repartiment
- Calvin Lockhart: Quincy Davis
- Janet MacLachlan: Lorraine Nash
- Jeff Bridges: Doug
- James A. Watson Jr.: J.T. Watson
- DeWayne Jessie: Lerone Johnson
- Edward Asner: McKay
- John McLiam: Lloyd Wilkerson
- Rob Reiner: Leaky Couloris
- Barry Brown: Winger
- Randy Brooks: Sabin
- Roy Jenson: Harry Greco
- Lou Frizzell: Phil Stewart
- Gilbert Green: Mr. Cargyll